# Hyalochlora nadia
Hyalochlora nadia är en fjärilsart som beskrevs av Claude Herbulot 1976. Hyalochlora nadia ingår i släktet Hyalochlora och familjen mätare. Inga underarter finns listade i Catalogue of Life.